# Raphaela Dell
Raphaela Dell (* 9. Oktober 1961 in Düsseldorf) ist eine deutsche Theater- und Fernsehschauspielerin und Moderatorin.

## Leben und Wirken

### Ausbildung und Schauspielerin
Dell stammt aus einer Theater- und Künstlerfamilie. Sie wurde als Tochter des Malers und Schauspielers Adolf Dell und der Schauspielerin Marianne Dell geboren. Sie absolvierte von 1980 bis 1983 das Max-Reinhardt-Seminar und war Schülerin von unter anderem Bruno Dallansky und Susi Nicoletti (Rollenarbeit), Samy Molcho (Pantomime) und Eartha Kitt (Musical und Tanz). Außerdem absolvierte Dell eine Ausbildung zur Chanson- und Musicalsängerin. Zwischen 1982 und 1992 hatte sie teils mehrjährige Engagements am Ensembletheater Wien, am Alten Schauspielhaus Stuttgart, am Staatstheater Mainz sowie am Theater am Kurfürstendamm in Berlin und am Theater am Dom in Köln.
Dell spielte Hauptrollen in Werken von Euripides (Medea; Andromache), William Shakespeare (Rosalinde in Wie es Euch gefällt), Brendan Behan (Rose von Lima in Richards Korkbein), Heiner Müller (Sasportas in Der Auftrag) und arbeitete mit Regisseuren wie Alois Michael Heigl, Wolfgang Spier und Jiří Menzel sowie Kollegen wie Barbara Morawiecz, Harald Dietl und Pierre Franckh zusammen.
Zu ihren Kabarett- und Musikproduktionen zählten u. a. die LP Tag und Nacht (Gig/Teldec) und die Stücke Ein Skandal (Wiener Metropol-Theater), Zores a so viel Zores (Münchner Lach- und Schießgesellschaft), beide mit Manfred Tauchen, und das Soloprogramm Ta-Ra-Ra-Boom-De-Ay (Mainzer Unterhaus) sowie die ORF-Sendung Schlagersterne.
Von 2000 bis 2002 wirkte sie in der Theaterproduktion Ta-Ra-R-Ra-Boom-De-Ay 2.0 mit Tony Dunham und Kathrin Eigendorf am Kölner Theater am Sachsenring.
Raphaela Dell wirkte als Schauspielerin in zahlreichen Fernsehproduktionen mit. Von 1996 bis 2000 verkörperte sie die alleinerziehende Mutter und bisexuelle Werbeagentur-Inhaberin Erika Sander in der Seifenoper Verbotene Liebe. In der ProSieben-Telenovela Lotta in Love gehörte sie 2006–07 als Mutter und Managerin der „zickigen Popsängerin“ Alex Weidenstein zum Hauptcast. Sie hatte außerdem Episodenrollen in verschiedenen Serienformaten der 90er Jahre, u. a. in Ein Fall für zwei, Die Wache, Der Fahnder und Das Amt.
Zudem war sie von 1992 bis 2000 als Fernsehansagerin und Programm-Moderatorin im ZDF tätig und absolvierte durch ZDF-interne Maßnahmen eine Fortbildung zur Medienjournalistin. 1997 war sie Co-Moderatorin im ZDF-Fernsehgarten.

### Coach und Management-Trainerin
Dell ist seit 2002 als Managementtrainerin und Coach tätig. Sie absolvierte in der Zeit von 2002 bis 2004 Ausbildungen zur Management-Trainerin an der Pädagogischen Hochschule für Fort- und Weiterbildung in Heidelberg und durch das Institut für Angewandte Kreativität (IAK) in Köln. Von 2004/05 bis 2019 arbeitete Dell als assoziierte Partnerin des IAK. Der Schwerpunkt ihrer Arbeit liegt auf der Entwicklung von Führungskräften, Kommunikationskompetenz und Kreativität.

### Lehrtätigkeiten
Dell war ab 2003 als Dozentin für Kameraschauspiel an der Folkwang-Hochschule Essen und ab 2004 an der Westfälischen Schauspielschule Bochum tätig. Es folgten Lehraufträge an der Universität München und an der Munich Business School (2008), am Professional Center/Career Support an der Universität zu Köln (2009–2011) sowie an der RWTH Aachen und der Hochschule Neuss für Kommunikation und Managementtechniken (2010–2015).

### Privates
Raphaela Dell war mit dem österreichischen Kabarettisten Manfred O. Tauchen verheiratet. Aus der Ehe ging eine Tochter (* 1995) hervor.

## Filmografie (Auswahl)
- 1990/91: Ein Fall für zwei (Fernsehserie, zwei Folgen, verschiedene Rollen)
- 1992: 5 Zimmer, Küche, Bad (Fernsehfilm)
- 1994: Die Wache: Zwei harte Tage (Fernsehserie, eine Folge)
- 1996–2000: Verbotene Liebe (Serienhauptrolle)
- 1997: Der Fahnder: Post für Mike (Fernsehserie, eine Folge)
- 1998: Das Amt: Der Etat (Fernsehserie, eine Folge)
- 2003: SK Kölsch: Von Männern und Maschinen  (Fernsehserie, eine Folge)
- 2006–2007: Lotta in Love (Serienhauptrolle)
- 2009: Wilsberg: Oh du tödliche… (Fernsehreihe)